# Gemmuloborsonia clandestina
Gemmuloborsonia clandestina is een slakkensoort uit de familie van de Clavatulidae. De wetenschappelijke naam van de soort is voor het eerst geldig gepubliceerd in 2010 door Puillandre, Cruaud & Kantor.